# David Thompson (politikus)
David Thompson (London, 1961. december 25. – Mapps, 2010. október 23.) Barbados hatodik miniszterelnöke volt 2008 januárjától haláláig.

## Fiatalkora
Thompson Londonban született, édesapja Charles Thompson hordárkodott és festett, míg édesanyja Margaret Knight titkárnőként és ápolónőként dolgozott. Mindkét szülő nagy hatással volt David életére, aki hat testvérével együtt Fitts Village-ben, Saint James-ben nevelkedett.

## Politika
1987-ben, az akkori miniszterelnök, Errol Barrow halála utáni időközi választáskor került a politikába, elnyerve a Saint Johnhoz tartozó parlamenti mandátumot. Erskine Sandiford miniszterelnöksége alatt Thompson a Community Development and Culture (kb. Közösségi fejlesztési- és Kultúra) minisztere lett, 1991 és 1993 között. Ezután pénzügyminiszterré nevezték ki 1993 és 1994 között. Miután Saniford elvesztett egy bizalmatlansági indítványt a parlamentben és lemondott, Thompson vált a Demokrata Munkáspárt vezetőjévé. A párttal nem ért el sikereket sem az 1994-es, sem az 1999-es választásokon sem. Beadta lemondását a párt éléről, miután vezetésével a DMP harmadszor is sikertelenül szerepelt a 2000 szeptemberében megtartott st. tomas-i időközi választásokon. Miután az új pártvezér, Clyde Mascoll 2006 januárjában átült a vezető Barbadosi Munkáspárt soraiba, Thompson újra elvállalta az ellenzékben lévő pártjának vezetését.
A Demokrata Munkáspárt megnyerte a 2008. január 15-én tartott választásokat az Owen Arthur, a hatalmon lévő miniszterelnök vezette Barbadosi Munkáspárttal szemben. Január 16-án Thompson letette a miniszterelnöki esküt, Barbados 6., míg pártjának 3. miniszterelnökévé válva. St. John választókerületében a szavazatok 84%-ával erősítette meg újra parlamenti székét.

## Betegsége és halála
A hivatalos miniszterelnöki rezidenciájában, Ilaro Courtban megtartott 2010. május 14-i sajtótájékoztató szerint Thompson már márciusban hasfájdalmakra panaszkodott. Miután barbadosi kivizsgálása nem volt egyértelmű, New Yorkba utazott további vizsgálatok céljából.
Thompson személyi orvosa az elnök szeptember 7-i New York-i utazása után jelentette be, hogy a miniszterelnök hasnyálmirigy rákban szenved.
Barbados 6. miniszterelnöke 2010. október 23-án, hajnali 2:30 körül halt meg a St. Philip beli Mapps-i otthonában, felesége, Mara és lányai, Mischa, Oya és Osa-Marie oldalán.